# Lexikon Westfälischer Autorinnen und Autoren
Das Lexikon Westfälischer Autorinnen und Autoren ist ein von Walter Gödden und Iris Nölle-Hornkamp  herausgegebenes literarisch-biographisches Nachschlagewerk, das von 1993 bis 2002 in vier Bänden (mit Autoren- und Ortsregister) im Paderborner Schöningh Verlag unter dem Namen Westfälisches Autorenlexikon erschien.
Seit 2005 erscheint das Lexikon als Online-Portal unter dem Namen „Lexikon westfälischer Autorinnen und Autoren“ in Zusammenarbeit mit dem Landschaftsverband Westfalen-Lippe. Das Online-Literaturportal „Literaturportal Westfalen“ der Literaturkommission des Landschaftsverbandes führt die Arbeit fort.
Das Westfälische Autorenlexikon wurde im Auftrag des Landschaftsverbandes Westfalen-Lippe von Walter Gödden und Iris Nölle-Hornkamp herausgegeben und bearbeitet. Es enthält Artikel zu rund 20.000 Personen und bietet erstmals eine systematische, ins Detail gehende Aufarbeitung der westfälischen Literatur. Es umfasst den Zeitraum 1750 bis 1950 und ist nach den Geburtsjahrgängen der Schriftsteller gegliedert. Indem es die gesamte Bandbreite des literarischen Lebens in Westfalen berücksichtigt, erschließt es nicht nur die literarische, sondern auch die kulturelle und politische Vergangenheit der Region. 
Das Autorenlexikon porträtiert über 2.000 Schriftsteller, die in Westfalen geboren oder verstorben sind, sowie Autoren, die mindestens zehn Jahre lang in Westfalen literarisch tätig waren. Die Gesamtzahl der bibliographischen Angaben beläuft sich auf ca. 70.000 Nennungen. Das Lexikon enthält nach Standorten aufgeschlüsselte Werkverzeichnisse (z. T. einschließlich Rezensionen und Auflagen). Es verzeichnet Briefe von und an den Autor, gibt Auskunft über biographische und literarische Zeugnisse, führt die wichtigste Sekundärliteratur an, informiert über den Nachlass des Autors und gibt Hinweise auf noch vorhandenes Bildmaterial. Es nennt darüber hinaus die wichtigsten Zeugnisse zur Wirkungsgeschichte und geht auf literarische Gedenkstätten ein.

## Ausgaben
- Westfälisches Autorenlexikon, Bde. 1–4, Schöningh, Paderborn 1993–2002
  - Bd. 1: 1750–1800 (1993), ISBN 3-506-79741-7
  - Bd. 2: 1800–1850 (1994), ISBN 3-506-79742-5
  - Bd. 3: 1850–1900 (1997), ISBN 3-506-79743-3
  - Bd. 4: 1900–1950 (2002), ISBN 3-506-79744-1